# LION ((여자)아이들의 노래)
〈LION〉은 (여자)아이들 소연과 빅싼초가 작곡한 곡이다. 이 곡은 (여자)아이들의 퀸덤 파이널 경연 곡이었으며, 이때 (여자)아이들은 3위를 차지했다.
Queen으로서의 타고난 품격과 카리스마를 사자에 비유한 가사는 처절하고 냉정하지만 한편으로 아름답고 강인하며 성스럽다. 특히, 왕좌를 차지하고 지키기 위한 모든 싸움과 인내 그리고 상처가 고스란히 가사로 새겨져 있다.

## 곡 목록
디지털 다운로드 / 스트리밍
1. "Lion" – 3:31